# Malmö Isstadion

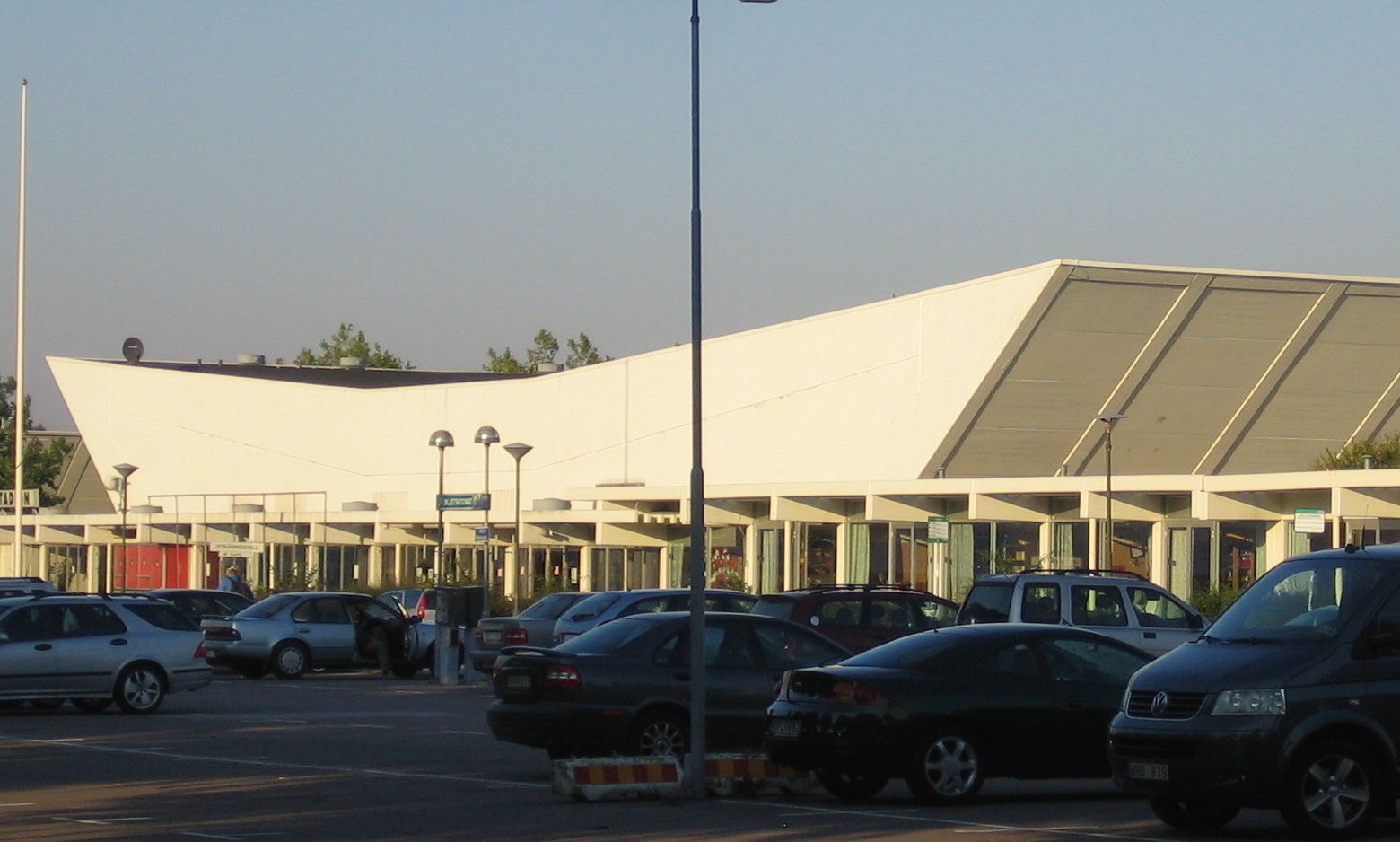
Vista del Malmö Isstadion.

El Malmö Isstadion o Malmömässan es un recinto deportivo techado localizado en Malmö, Suecia. Su capacidad es de 5.800 personas y fue construido en 1970. Anteriormente, fue el estadio del equipo de hockey sobre hielo Malmö Redhawks hasta noviembre de 2008, cuando fue reemplazado por el Malmö Arena.
Eventos internacionales, como el Festival de la Canción de Eurovisión 1992 y el Campeonato Europeo de Patinaje Artístico sobre Hielo de 2003 han sido albergados en el Mälmo Isstadion.